# Växtguldsteklar
Växtguldsteklar (Cleptes) är ett släkte av insekter i familjen guldsteklar (Chrysididae). Släktet består av 26 arter.

## Arter
- Cleptes aerosus
- Cleptes afer
- Cleptes cavernalis
- Cleptes femoralis
- Cleptes graecus
- Cleptes hungaricus
- Cleptes ignitus
- Cleptes juengeri
- Cleptes maculatus
- Cleptes mocsaryi
- Cleptes moczari
- Cleptes nigritus
- Cleptes nitidulus
- Cleptes nyonensis
- Cleptes obsoletus
- Cleptes orientalis
- Cleptes pallipes
- Cleptes parnassicus
- Cleptes pseudosulcatus
- Cleptes putoni
- Cleptes schmidti
- Cleptes scutellaris
- Cleptes semiauratus
- Cleptes semicyaneus (Strandguldstekel)
- Cleptes splendidus
- Cleptes triestensis